# Fahnenbildung
Die Fahnenbildung (lat.  ars construendi vexilla, die Kunst Fahnen zu verbinden) ist eine dialektische Technik zum Erarbeiten von vernünftigen Übereinstimmungen (rationaler Konsens) in Gruppen.
Der Ausdruck „Fahnenbildung“ wird in diesem Zusammenhang benutzt, da Bedingungen gemeinsam ausformuliert werden, die zu einer möglichst einheitlichen und folgerichtigen Liste zusammengefügt werden sollen (= homogene Bedingungsliste). Diese Listen wurden in der römischen Dialektik „Fahnen“ genannt.

## Ziel
Das Ziel der Fahnenbildung ist es, mittels eines gemeinsamen Erkenntnisfortschritts Probleme zu lösen oder Entscheidungen vorzubereiten. Sie hat im Wesentlichen zwei Aufgaben:
- Feststellen einer gemeinsamen Grundvoraussetzung
- Erweitern dieser gemeinsamen Wissensbasis

Als Nebenaufgabe lässt sich das Prüfen von Schlussfolgerungen unter Einsatz der formalen Logik anführen. Nach dem Konstruieren der Fahne wird gefragt, ob die genannten Bedingungen erfüllt sind oder mit sinnvollen, dem Problem angemessenen Aufwand erfüllbar gemacht werden können. Falls es gelingt, alle notwendigen Bedingungen einer Frage in der Fahne herauszuarbeiten, ist im Sinn der römischen Dialektik eine wesentliche Voraussetzung erfüllt, die Frage zu beantworten beziehungsweise das Problem rational zu lösen.

## Herkunft und Geschichte
Dem altgriechischen Philosoph Platon wird zugeschrieben, als erster Fahnen konstruiert zu haben. Es diente bereits in der Antike als Mittel der Dialektik und Methode zum Erarbeiten von rationalem Konsens. Über die römische Zeit bis ins Mittelalter hinein wurde die Dialektik und damit auch die Fahnenbildung angewendet. Seitdem wurde diese Technik jedoch seltener angewendet.
Im 20. Jahrhundert wurde die Fahnenbildung im Rahmen des Gesamtthemas Dialektik vom deutschen Philosophen und Theologen Rupert Lay wieder aufgenommen und in Form von Büchern und Seminaren fortgeführt.

## Beispiel für eine Fahnenbildung
Dieses Beispiel ist dem Buch „Ethik für Manager“ (s. Literatur) entnommen. Die bearbeitete Frage in diesem Beispiel lautet:  „Was ist gerechter Lohn?“. Um bei der Beantwortung inhaltlich nahe bei der Fragestellung zu bleiben, eignet es sich, in der Antwort die Zielfunktion darzustellen, also die Antwort einzuleiten mit:  „Gerecht ist ein Lohn (genau) dann, wenn…“.
1. Im ersten Schritt wird die Liste der Bedingungen gemeinsam mit den Teilnehmern in einem Brainstorming mit Rückspiegelung erstellt.
2. Die Beiträge werden im zweiten Schritt im Rahmen einer Fragestellung in notwendig, hinreichend und wichtig klassifiziert.
3. Im dritten Schritt wird eine Fahne formuliert, die alle als notwendig und hinreichend klassifizierten Argumente enthält.

Anhand der erstellten Bedingungsliste können Vorschläge zur Lösung eines Problems von den Teilnehmern geprüft und diskutiert werden. Ist ein Teilnehmer mit einer Bedingung nicht einverstanden, wird er um eine konsensfähige Neuformulierung gebeten.

## Abgrenzung gegenüber anderen Techniken
Das Brainstorming ist eine Methode der Ideenfindung, bei der Einfälle festgehalten werden, die eher sprunghaft, unreflektiert und auf kreativem Weg gefunden werden. Beide Methoden finden typischerweise in Gruppen statt, wobei bei der Fahnenbildung eher vernünftig abwägende, abgrenzende Beiträge von den Teilnehmern erwartet werden.
Der Scholastische Disput ist ein Streitgespräch, das die Teilnehmer dazu zwingt, den Standpunkt des jeweils anderen zu verstehen, indem dieser wiedergegeben werden muss, bevor der eigene Standpunkt erläutert wird. Hier soll ein Streit aufgelöst werden. Gegenstand der Fahnenbildung ist das gemeinsame Erarbeiten der Bedingungsliste.